# Gabriele Lins
Gabriele „Gabi“ Lins-Segal (* um 1960) ist eine deutsche Filmproduzentin, Produktionsleiterin und Drehbuchautorin, die im Jahr 2000 für einen Oscar nominiert war.

## Biografie
Lins studierte an der Hochschule für Film und Fernsehen Konrad Wolf und schloss dort mit einem Diplom als Film- und Fernsehwirtschaftlerin ab. Ihr bevorzugter Arbeitsbereich liegt in der Herstellungsleitung, Filmfinanzierung, Nutzung von Fördereinrichtungen und der Kalkulation.
Für die Fernsehserie St. Pauli-Landungsbrücken lieferte Lins 1982 für die zweite Staffel, Episode 23 Das Geheimnis, die Vorlage für das Drehbuch; Dieter Kehler führte Regie und Klaus Höhne und Claudia Demarmels spielten die Hauptrollen. Für den 1999 veröffentlichten Kurzfilm Kleingeld trat Lins als Produktionsleiterin auf. Gemeinsam mit dem Regisseur des Films Marc-Andreas Bochert wurde sie für diese Arbeit für einen Oscar in der Kategorie „Bester Kurzfilm“ nominiert. Der Film thematisiert den Umgang eines Bürokaufmanns mit einem Obdachlosen. Der Oscar ging jedoch an Barbara Schock und Tammy Tiehel und deren Film My Mother Dreams the Satan’s Disciples in New York. Dieser Film zeigt auf, dass die Annäherung einer Hausfrau aus dem Mittleren Westen der USA und einer Gruppe von Motorradfahrern, der „Hell’s Angels“, durchaus möglich ist.
Für den 2001 erschienenen Spielfilm Mein Bruder der Vampir war Lins wiederum als Produktionsleiterin tätig. Darin geht es um den 29-jährigen Josch (Roman Knižka), einen Dracula-Fan, der geistig eingeschränkt ist und von seinem jüngeren Bruder Mike (Hinnerk Schönemann) in die Geheimnisse der Sexualität eingeweiht wird. Auch für den deutsch-britisch-französischen Politthriller Der Ghostwriter (2010) von Roman Polański, der für den Europäischen Filmpreis nominiert war, war Lins die Produktionsleiterin. Die Hauptrollen des Films sind mit Ewan McGregor, Pierce Brosnan, Olivia Williams und Kim Cattrall besetzt. In den folgenden Jahren arbeitete Lins sowohl an Spielfilmen als auch an Fernsehserien mit. Für die 2024 begonnene Netflix-Serie Bone Palace war Lins-Segal als Herstellungsleiterin tätig.
Lins erster Wohnsitz ist in Berlin.

## Filmografie (Auswahl)
- 1982: St. Pauli-Landungsbrücken (Fernsehserie, Vorlage) Staffel 2/Episode 23 Das Geheimnis
- 1982: Die Fischer von Moorhövd (Fernsehserie; Drehbuch) S1/E 2/7/9/10
- 1996: Neben der Zeit (Fernsehfilm; stellvertretende Aufnahmeleiterin)
- 1999: Kleingeld (Small Change, Kurzfilm; Produktionsleiterin)
- 2001: Mein Bruder der Vampir (Produktionsleiterin)
- 2002: Schleudertrauma (Fernsehfilm; Produktionsleiter)
- 2002: In einer Nacht wie dieser (Fernsehfilm; Produktionsleiterin)
- 2003: Zuckerbrot (Produktionsleiterin)
- 2002: Schmetterling (Kurzfilm; Produzentin)
- 2004: Eine verflixte Begegnung im Mondschein (Fernsehfilm; Produktionsleiterin)
- 2005: Der Vater meiner Schwester (Fernsehfilm; Produktionsleiterin als Gabi Lins)
- 2005: Die Luftbrücke – Nur der Himmel war frei (Fernsehfilm; Produktionsleiterin)
- 2006: Die Pferdeinsel (Fernsehfilm; Produktionsleiterin als Gabi Lins)
- 2006: Krieg der Frauen (Fernsehfilm; Produktionsleiterin als Gabi Lins)
- 2007: Der geheimnisvolle Schatz von Troja (Fernsehfilm, Produktionsleiterin als Gabi Lins)
- 2009: Vulkan (Fernsehfilm; verantwortlich für die Produktion als Gabi Lins)
- 2010: Der Ghostwriter (Produktionsleiterin als Gabi Lins)
- 2011: Löwenzahn – Das Kinoabenteuer (Produktion)
- 2013: König von Deutschland (Produktionsleiterin)
- 2015: Elser – Er hätte die Welt verändert (Produktion)
- 2017: Vorwärts immer! (Produktionsleiterin)
- 2018: Tannbach – Schicksal eines Dorfes (Fernsehserie; Postproduktionsmanagerin) S2/E3 Traum von Frühling
- 2018: Urlaub mit Mama (Fernsehfilm; Produktionsleiterin)
- 2018: Ein Fall für Dr. Abel (Kriminalfilmreihe; Produktionsleiterin) E1 Zersetzt
- 2020: Lindenberg! Mach dein Ding
- 2021: Der Irland-Krimi (Fernsehserie; Produktionsleiterin) S2/E1 Das Verschwinden / E2 Vergebung
- 2021: Im Netz der Camorra (Miniserie; Produktionsleiterin als Gabi Lins) S1/E1 Besuch / E2 Auftrag
- 2024: Der Usedom-Krimi (Krimiserie; Herstellungsleiterin) E23 Am Scheideweg / E 24 Emma
- 2024: Bone Palace (Netflix-Spionage-Thriller-Serie)

## Auszeichnungen
- Oscarverleihung 2000: Oscarnominierung für und mit Kleingeld in der Kategorie „Bester Kurzfilm“ (gemeinsam mit Marc-Andreas Bochert)
- Murnau-Kurzfilmpreis 2000: Gewinnerin des Friedrich-Wilhelm-Murnau-Preises für und mit Kleingeld (gemeinsam mit Marc-Andreas Bochert)